# Vladimir Dimitrov (cestista)
Vladimir Dimitrov (in bulgaro Владимир Димитров?; Sofia, 9 dicembre 1972) è un ex cestista bulgaro.

## Carriera
Con la Bulgaria ha disputato i Campionati europei del 1993.